# Alfredo Marcondes (ort)
Alfredo Marcondes är en ort i Brasilien.   Den ligger i kommunen Alfredo Marcondes och delstaten São Paulo, i den södra delen av landet, 800 km sydväst om huvudstaden Brasília. Alfredo Marcondes ligger 412 meter över havet och antalet invånare är 3 891.
Terrängen runt Alfredo Marcondes är platt. Runt Alfredo Marcondes är det tätbefolkat, med 331 invånare per kvadratkilometer.. Närmaste större samhälle är Presidente Prudente, 19,1 km söder om Alfredo Marcondes.
Trakten runt Alfredo Marcondes består i huvudsak av gräsmarker.